# Oxyagrion machadoi
Oxyagrion machadoi – gatunek ważki z rodziny łątkowatych (Coenagrionidae). Występuje na terenie Ameryki Południowej.